# Afacerea Pigot
Afacerea Pigot (în franceză Pour la peau d'un flic) este un film de acțiune francez din 1981, regizat de Alain Delon după romanul Que d'os! al lui Jean-Patrick Manchette. Scenariul filmului a fost scris de Alain Delon și Christopher Frank. Filmul a fost produs în Franța de studiourile Adel Productions și a avut premiera la 9 septembrie 1981, fiind distribuit de compania UGC.
Acest film, care marchează debutul regizoral al lui Alain Delon, a avut succes în rândul publicului cinefil francez, fiind vizionat de peste 2,3 milioane de spectatori la cinematografele din Franța.

## Rezumat
Fostul inspector de poliție Choucas a devenit detectiv particular și conduce agenția „Choucas-Tarpon”, acționând în deplină libertate ca urmare a relațiilor sale cu unii comandanți ai poliției. Un prieten, inspectorul principal Coccioli, îi trimite într-una din zile pe doamna Isabelle Pigot, care îl angajează să investigheze dispariția inexplicabilă a fiicei sale oarbe, Marthe.
În ziua următoare, Choucas este vizitat acasă de un gangster pe nume Pradier care încearcă să-l convingă că fata a fugit cu un prieten, iar la scurt timp asistă neputincios la împușcarea mortală a doamnei Pigot pe Esplanada Trocadéro, unde urma să se întâlnească cu ea. Detectivul își continuă investigația și află că tatăl Marthei Pigot era Fanch Tanguy, un criminal de război breton care fusese împușcat în 1944. După examinarea apartamentului defunctei, este abordat de gangsterii Pradier și Kasper care îl obligă să-i urmeze într-o pădure, dar reușește să scape. În aceeași seară, un comisar de poliție pe nume Madrier pătrunde în biroul său cu intenția de a-l ucide, iar detectivul îl împușcă mortal.
Choucas este acuzat de uciderea doamnei Pigot și a comisarului Madrier, ca urmare a faptului că cele două crime fuseseră săvârșite cu aceeași armă. Ajutat de asociatul său, Haymann, un comisar de poliție pensionat, și de secretara sa, Charlotte, care-i era și amantă, detectivul încearcă să dezlege firele acestui caz tenebros în care par să fie implicați atât funcționari superiori din poliție, cât și traficanți de droguri. Gangsterii o răpesc apoi pe Charlotte, dar Choucas și Haymann o eliberează.
Întrucât acțiunile lui violente nu atrag riposta rapidă a forțelor de ordine, Choucas bănuiește că poliția are interes ca el să rămână liber. Investigația continuă cu meticulozitate, cu ajutorul informațiilor culese de Haymann, și se descoperă că răpirea Marthei Pigot are legătură cu o rețea de traficanți de droguri în care sunt implicați conducătorii fundației pentru nevăzători.
Polițiștii cunoșteau aceste informații și, dorind să rămână la adăpost, au încercat să se folosească de Choucas pentru a descoperi laboratorul unde erau fabricate drogurile. Prin intermediul informațiilor culese în timpul investigației, detectivul bănuiește că laboratorul secret se află în interiorul clinicii „La Verte Colline” din apropierea orașului Melun și decide să meargă până la capăt. În baza unui plan alcătuit împreună cu inspectorul Coccioli, Choucas este introdus ca pacient în clinică, unde este capturat și torturat de Kasper și oamenii săi și o găsește din întâmplare pe Marthe Pigot. Poliția intervine în ultimul moment și îi salvează pe captivi. Imobilizat pe patul unui spital, Choucas este vizitat de Charlotte care-i spune că s-a despărțit de soțul ei.

## Distribuție
- Alain Delon — detectivul Choucas, fost inspector de poliție[3][4]
- Anne Parillaud — Charlotte, secretara agenției de detectivi[3][4]
- Michel Auclair — Eugène Tarpon / Haymann, comisar pensionar, partenerul lui Choucas[3][4]
- Daniel Ceccaldi — inspectorul principal Coccioli[3][4]
- Jean-Pierre Darras — comisarul Chauffard[3][4]
- Xavier Depraz — gangsterul Kasper[3][4]
- Jacques Rispal — profesorul Bachhoffer, fost criminal nazist[3][4]
- Gérard Hérold — gangsterul Charles Pradier, complicele lui Kasper[3][4]
- Pierre Belot — farmacistul Jude, clientul lui Choucas[3][4]
- Annick Alane — Isabelle Pigot, mama Marthei Pigot[3][4]
- Pascale Roberts — Renée Mouzon, amanta lui Lionel Constantini, angajată a Fundației Baudriard[3][4]
- Jean Barney — polițistul brunet care-l tachinează pe Choucas[3][10]
- Étienne Chicot — polițistul blond care-l tachinează pe Choucas[3][10]
- Willy Holt — militarul spaniol care l-a ucis pe Fanch Tanguy[10]
- Michel Berreur — Pérez, angajat al farmaciei lui Jude[10]
- Philippe Castelli — barmanul Jean[3][4]
- Max Desrau — căpitanul Melis-Sanz, prietenul spaniol al lui Haymann[10]
- Sophie Leboisselier[10]
- Marie Marczack — femeia de la cazino cu care discută Choucas[3][10]
- Jacques Pisias — comisarul Madrier[3][10]
- Danièle Rocca[10]
- Arielle Séménoff — Marthe Pigot, fiica oarbă a dnei Pigot, angajată a Fundației Baudriard[10]
- Brigitte Lahaie — asistenta medicală blondă de la clinica „La Verte Colline” (menționată Brigitte Simonin)[3][4]
- Pascale Vital — asistenta medicală brunetă de la clinica „La Verte Colline”[10]
- Dominique Zardi — gangsterul pleșuv[3][4]
- Mireille Darc — „La Grande Sauterelle”, trecătoarea care este pe punctul de a fi acroșată de mașina lui Choucas (nemenționată)[3][4]
- Claire Nadeau — prezentatoarea TV (nemenționată)[10]
- Henri Attal — bărbatul de la jocul mecanic (nemenționat)[3][10]

## Producție
Filmul Trois hommes à abattre, lansat în 1980, a avut un mare succes comercial și a popularizat imaginea „lupului singuratic” interpretat de Alain Delon pe tot parcursul anilor 1980. Actorul a interpretat aici rolul unui jucător de poker profesionist, conferind personajului dinamism și agresivitate. Succesul acestui film a flatat narcisismul actorului-producător și l-a făcut pe Delon să realizeze o serie de filme cu subiecte asemănătoare.
La începutul anilor 1980 actorul s-a implicat într-un mod determinant în scrierea scenariilor, ceea ce a făcut ca filmele să-și piardă originalitatea și să semene mult unul cu altul. Delon a cumulat mai multe sarcini: actor, producător, scenarist și uneori regizor, iar criticii au semnalat că filmele produse de el în acei ani aveau, de fapt, un singur personaj. În ciuda identității și originilor sociale diferite, personajele interpretate de Alain Delon (un jucător de cărți, un detectiv particular, un asasin, un infractor ieșit din închisoare) aveau în comun imaginea unui erou singuratic, care biruia cu înverșunare toate obstacolele ivite în cale. Amestecul actorului în scrierea scenariilor a fost considerată o greșeală, iar principalul defect al filmelor produse de el în perioada 1980-1983 a fost, în opinia criticilor, calitatea slabă a scenariilor.
Afacerea Pigot este o ecranizare a romanului Que d'os! al lui Jean-Patrick Manchette pe baza unui scenariu scris de Alain Delon și Christopher Frank. Textul cărții a fost adaptat la personalitatea actorului, iar dialogurile au fost concepute de Christopher Frank. Filmul a fost produs de Alain Delon pentru compania Adel Productions. Actorul-producător a debutat cu această ocazie ca regizor, dar a încercat să minimalizeze evenimentul: „În realitate, eu am regizat deja mai multe filme. Mi-am zis: de ce să nu o fac de această dată într-un mod serios, semnând cu numele meu? Astfel aș fi încercat totul, cercul se va putea închide și voi începe poate să fiu doar actor”. Filmul a fost dedicat memoriei regizorului Jean-Pierre Melville.
Filmările au avut loc în perioada 27 aprilie - 26 iunie 1981. Muzica a fost compusă de Oscar Benton și Sydney Bechet. Varianta finală are o durată de 107 minute.

## Lansare
Afacerea Pigot a fost lansat oficial la 9 septembrie 1981 în Franța, unde a fost distribuit de compania UGC (Union générale cinématographique). Răspunsul publicului a fost unul favorabil: au fost vândute 2.377.084 de bilete în Franța. Filmul lui Delon s-a clasat pe poziția 13 în topul filmelor franceze al anului 1981, în spatele filmului polițist Le Professionnel cu Jean-Paul Belmondo (poziția 4), dar înaintea filmului Diva cu Richard Bohringer (poziția 15). În plus, unii critici au receptat favorabil debutul regizoral al actorului.

## Recepție
Criticul de film Roberto Chiesi, autorul unei monografii critice dedicate lui Delon, consideră că acest film este „o creație de divertisment agreabilă, în care Delon face, amuzat și ironic, un pas înapoi în raport cu legenda sa personală. El își împinge detectivul într-un labirint de aventuri și mai ales de întâmplări nefericite unde poate fi văzut, pe rând, pocnit și zdrobit în bătaie, împușcat în lateral, lovit cu un ciocan în braț și înfășurat în bandaje ca o mumie pe un pat de spital. [...] Aventurile lui Choucas rămân, desigur, foarte îndepărtate de realitate; ele se succed cu singurul scop de a captiva și amuza spectatorul, dar ușurința și dinamismul adaptării cinematografice contribuie la combinarea abilă a scenelor de acțiune și pasajelor de comedie pură (care nu sunt, de altfel, întotdeauna foarte reușite și uneori chiar un pic banale)”.
Enciclopedia cinematografică germană Lexikon des internationalen Films descrie astfel acest film: „debutul regizoral al actorului Alain Delon, care nu reușește să confere eroului său trăsături mitice într-o producție bazată pe scene de acțiune, dialoguri locvace și efecte speciale brutale”.